# Edmond Jurien de La Gravière

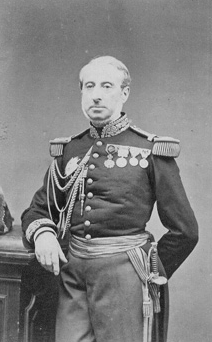

Jean Pierre Edmond Jurien de La Gravière (Brest, 19 november 1812 - Parijs 5 maart 1892) was een Frans vice-admiraal en schrijver. Hij was lid van de Académie française.

## Militaire carrière
Jurien de La Gravière was de zoon van Pierre Roch Jurien de La Gravière die zelf ook vice-admiraal van de Franse marine was, en ook maritiem prefect en pair de France. Edmond werd in 1828 aspirant in de marine en reisde per schip naar Brazilië en Senegal. Hij diende als officier op missies in de Middellandse Zee. Als kapitein van een korvet leidde hij een missie van vier jaar in de Chinese Zee. Op 1 april 1855 werd hij benoemd tot contre-admiraal. Hij leidde de blokkade van Venetië tijdens de Italiaanse onafhankelijkheidsoorlog in 1859 en de Franse militaire expeditie naar Mexico. Op 1 januari 1862 werd hij benoemd tot vice-admiraal en in die functie werd hij terug gestuurd naar Mexico als hoofd van de Franse marine daar. Mariniers onder zijn leiding vochten in Alvarado en Tampico. Terug in Frankrijk werd hij aide de camp van keizer Napoleon III. Zijn vooruitzichten om admiraal te worden vielen in het water bij het einde van het Second Empire. Daarna voerde hij geen actief commando meer.

## Schrijver
Edmond Jurien de La Gravière was lid en ook een tijdlang voorzitter van de Académie des sciences in Parijs. Hij was een van de vaste medewerkers van het wetenschappelijk tijdschrift Revue des deux mondes. In 1888 werd hij benoemd tot lid van de Académie française.